# UFC 213
UFC 213: Romero vs. Whittaker è stato un evento di arti marziali miste tenuto dalla Ultimate Fighting Championship l'8 luglio 2017 alla T-Mobile Arena di Paradise, negli Stati Uniti.

## Risultati
|                                                           | Divisione         |                       |                 |                          | Metodo                                         | Round           | Tempo           | Premio          |
| Card Principale                                           | Card Principale   | Card Principale       | Card Principale | Card Principale          | Card Principale                                | Card Principale | Card Principale | Card Principale |
| --------------------------------------------------------- | ----------------- | --------------------- | --------------- | ------------------------ | ---------------------------------------------- | --------------- | --------------- | --------------- |
| Sfida valida per il titolo vacante di campione ad interim | Pesi medi         | Robert Whittaker      | batte           | Yoel Romero              | Decisione unanime (48-47, 48-47, 48-47)        | 5               | 5:00            | FOTN            |
|                                                           | Pesi massimi      | Alistair Overeem      | batte           | Fabrício Werdum          | Decisione di maggioranza (28-28, 29-28, 29-28) | 3               | 5:00            |                 |
|                                                           | Pesi massimi      | Curtis Blaydes        | batte           | Daniel Omielańczuk       | Decisione unanime (30-27, 30-27, 30-27)        | 3               | 5:00            |                 |
|                                                           | Pesi leggeri      | Anthony Pettis        | batte           | Jim Miller               | Decisione unanime (30-27, 30-27, 30-27)        | 3               | 5:00            |                 |
|                                                           | Pesi gallo        | Rob Font              | batte           | Douglas Silva de Andrade | Sottomissione (ghigliottina)                   | 2               | 4:36            | POTN            |
| Card Preliminare (Fox Sports 1)                           |                   |                       |                 |                          |                                                |                 |                 |                 |
|                                                           | Pesi massimi      | Oleksij Olejnik       | batte           | Travis Browne            | Sottomissione (rear–naked choke)               | 2               | 3:44            |                 |
|                                                           | Pesi welter       | Chad Laprise          | batte           | Brian Camozzi            | KO tecnico (pugni)                             | 3               | 1:27            | POTN            |
|                                                           | Pesi medi         | Thiago Santos de Lima | batte           | Gerald Meerschaert       | KO tecnico (pugni)                             | 2               | 2:04            |                 |
|                                                           | Pesi welter       | Belal Muhammad        | batte           | Jordan Mein              | Decisione unanime (29-28, 29-28, 30-27)        | 3               | 5:00            |                 |
| Card Preliminare (UFC Fight Pass)                         |                   |                       |                 |                          |                                                |                 |                 |                 |
|                                                           | Pesi piuma        | Cody Stamann          | batte           | Terrior Ware             | Decisione unanime (30-27, 30-27, 29-28)        | 3               | 5:00            |                 |
|                                                           | Pesi mediomassimi | Trevin Giles          | batte           | James Bochnovic          | KO (pugni)                                     | 2               | 2:54            |                 |

## Premi
I lottatori premiati ricevettero un bonus di 50.000 dollari.
Legenda:
- FOTN: Fight of the Night (vengono premiati entrambi gli atleti per il miglior incontro dell'evento)
- POTN: Performance of the Night (viene premiato il vincitore per la migliore performance dell'evento)